# 马琳·福图
马琳·福图（法語：Marine Fauthoux，2001年1月23日—），法国女子篮球运动员，司职控球后卫。她曾代表法国国家队参加2020年夏季奥林匹克运动会女子篮球比赛，获得一枚铜牌。